# Conta-gotas

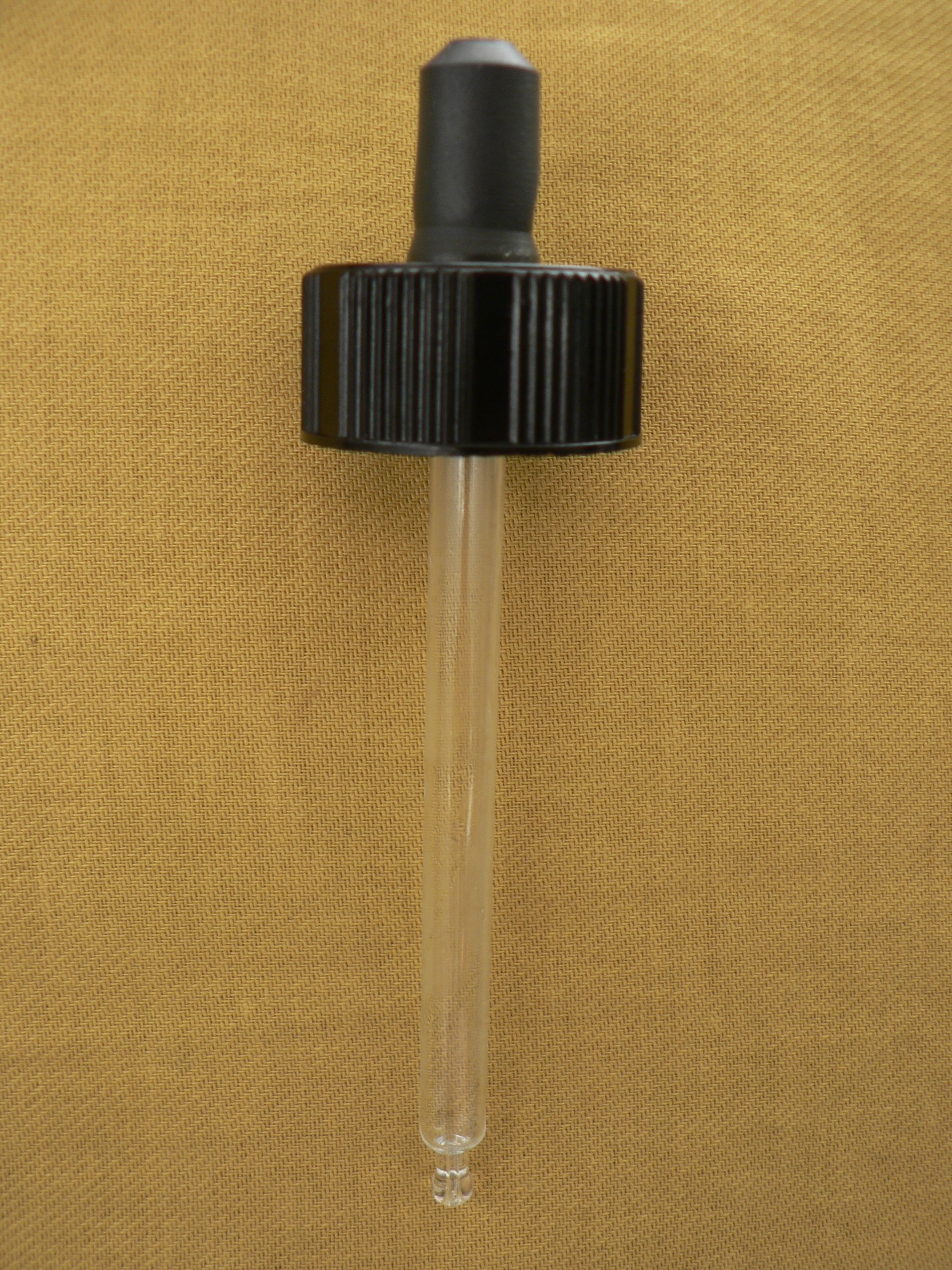
Um conta-gotas

Um conta-gotas é um instrumento de medição, aplicação e transferência rigorosa de volumes líquidos, especialmente medicamentos.
Possui uma base flexível (bulbo) de borracha, uma cânula de plástico ou vidro onde fica armazenado o líquido absorvido ao pressionar a base flexível, e uma ponta cônica. É usado para  transferir,  de maneira controlada, uma determinada quantidade de líquido, de um recipiente para outro,  contando gota a gota.  Em laboratórios, é muito usado para transferir produtos como reativos, líquidos indicadores, pigmentos e corantes. Para outros usos, existem outros instrumentos mais apropriados, como a pipeta.
O sistema de patentes estadunidense contém o registro depositado em 16 de abril de 1915 com descrição detalhada de invento com a feição primordial do atual conta-gotas, cujo autor foi Frederick C. La Grange Registro US1155584.